# Diecezja Baguio
Diecezja Baguio (łac. Diœcesis Baghiopolitana) – diecezja rzymskokatolicka na Filipinach, z siedzibą w Baguio. Powstała w 1932 jako prefektura apostolska Montagnosa. W 1948 promowana jako wikariat apostolski. W 1992 przemianowana na wikariat Baguio. Diecezja od 2004.

## Główne świątynie
- Katedra: Katedra Batki Bożej Pojednania w Baguio

## Lista biskupów

### Prefekt apostolski Montagnosa
- Giuseppe Billiet CICM (1935-1947)

### Wikariusze apostolscy Montagnosa/Baguio
- William Brasseur CICM (1948-1981)
- Emiliano Kulhi Madangeng (1981-1987)
- Ernesto Salgado (1987-2000)
- Carlito Cenzon CICM (2002-2004)

### Biskupi diecezjalni Baguio
- Carlito Cenzon CICM (2004-2016)
- Victor Bendico (2017-2023)
- Rafael Cruz (od 2024)